# Astragalus yildirimlii
Astragalus yildirimlii är en ärtväxtart som beskrevs av Aytac och Ekici. Astragalus yildirimlii ingår i släktet vedlar, och familjen ärtväxter. Inga underarter finns listade i Catalogue of Life.